# Abarca de Campos
Abarca de Campos ist ein nordspanisches Dorf und Hauptort einer Gemeinde (municipio) mit 38 Einwohnern (Stand: 2024) in der Provinz Palencia in der Autonomen Gemeinschaft Kastilien-León. 

## Lage und Klima
Abarca de Campos liegt in der Region Tierra de Campos auf der kastilischen Hochebene in einer Höhe von ca. 760 m. Bekannt ist die Gemeinde für den Canal de Castillamit dem Schleusenkreuz mit dem Río Valdeginate. Die Provinzhauptstadt Palencia befindet sich mit ihrem Stadtzentrum etwa 34 Kilometer (Fahrtstrecke) ostsüdöstlich.
Das Klima im Winter ist durchaus kalt, im Sommer dagegen warm bis heiß; die eher spärlichen Regenfälle (ca. 470 mm/Jahr) fallen überwiegend im Winterhalbjahr.

## Bevölkerungsentwicklung
| Jahr      | 1970 | 1981 | 1991 | 2001 | 2011 | 2021 |
| Einwohner | 84   | 56   | 44   | 47   | 39   | 45   |

## Sehenswürdigkeiten

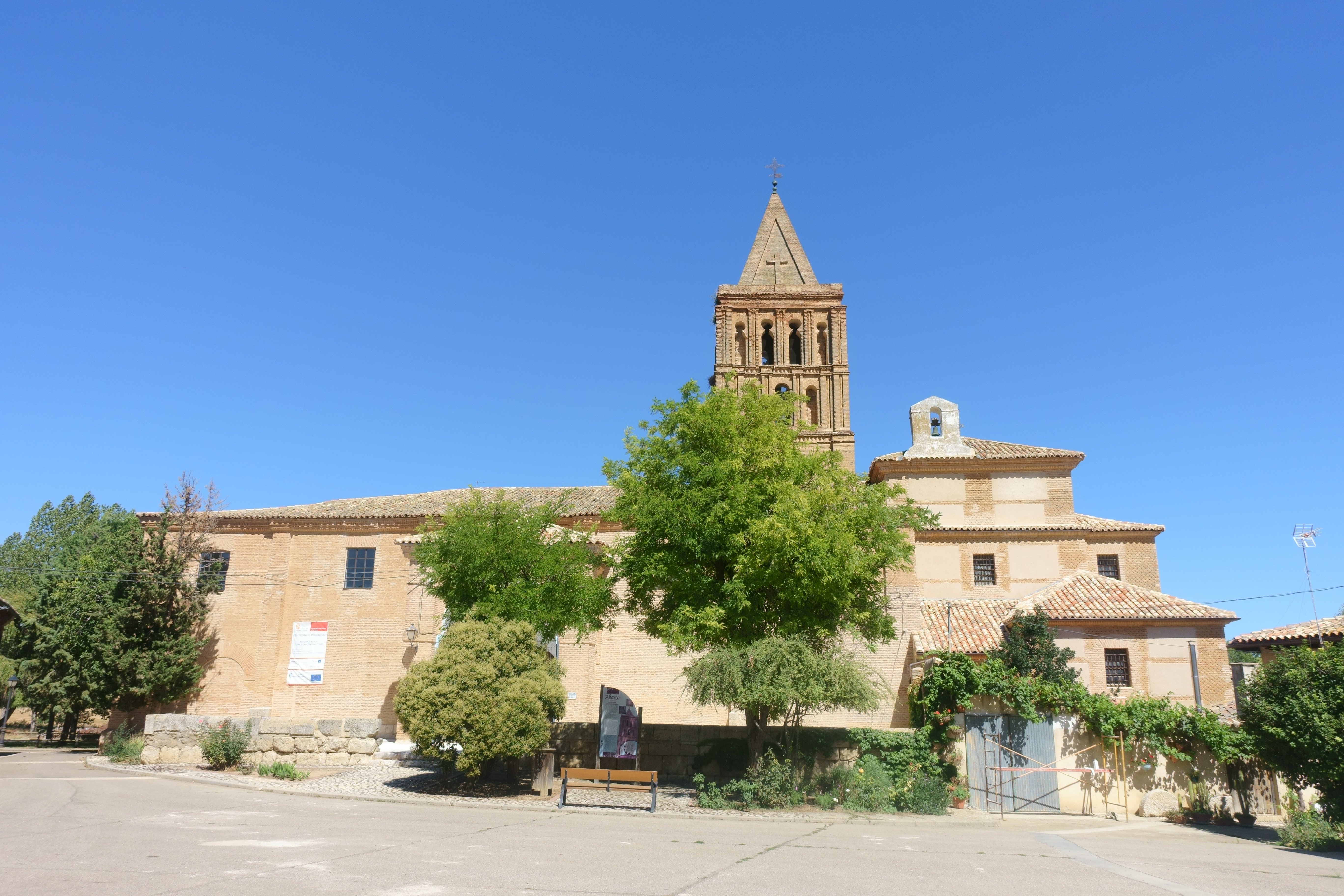
Sebastianuskirche
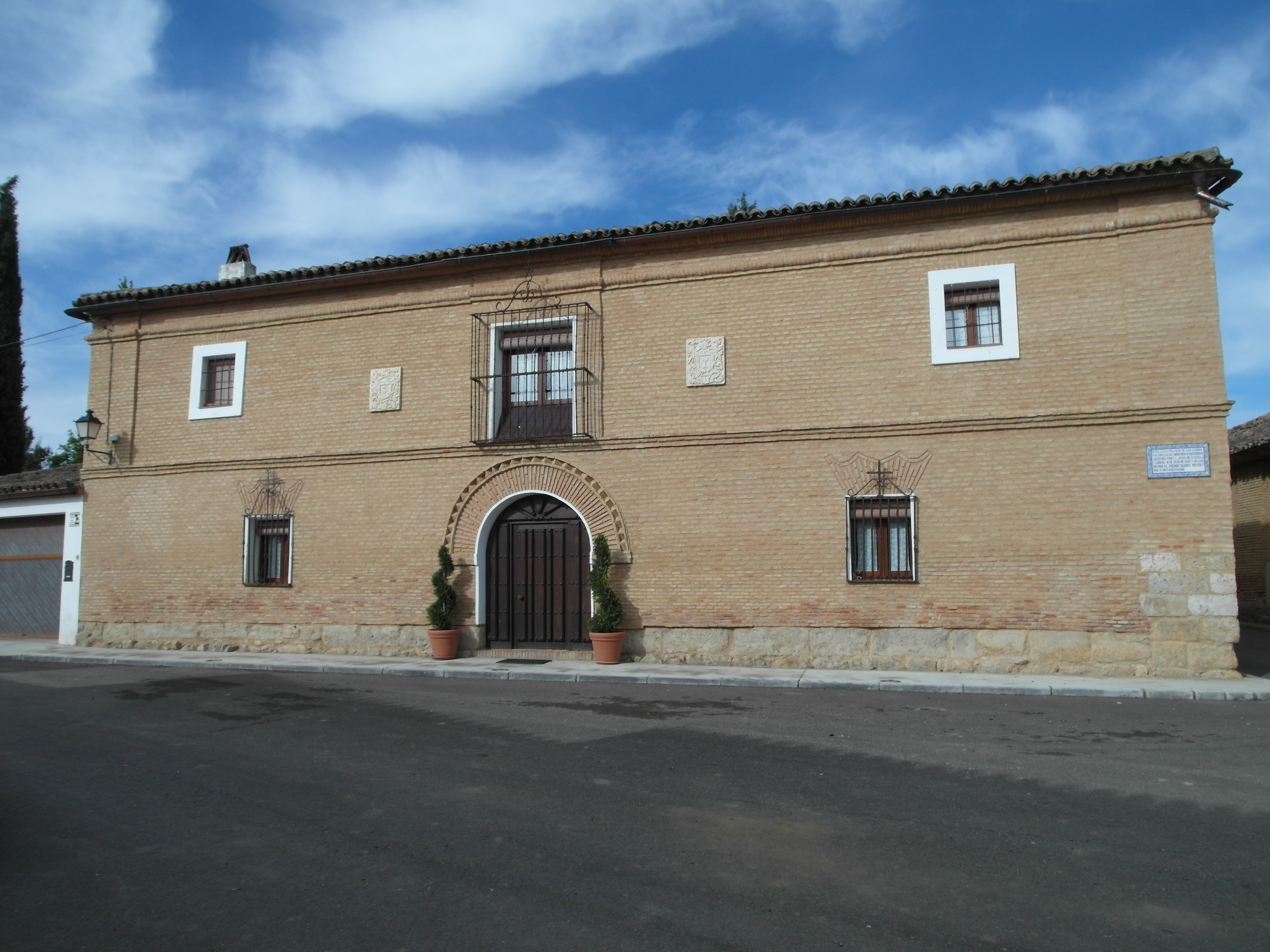
Herrenhaus
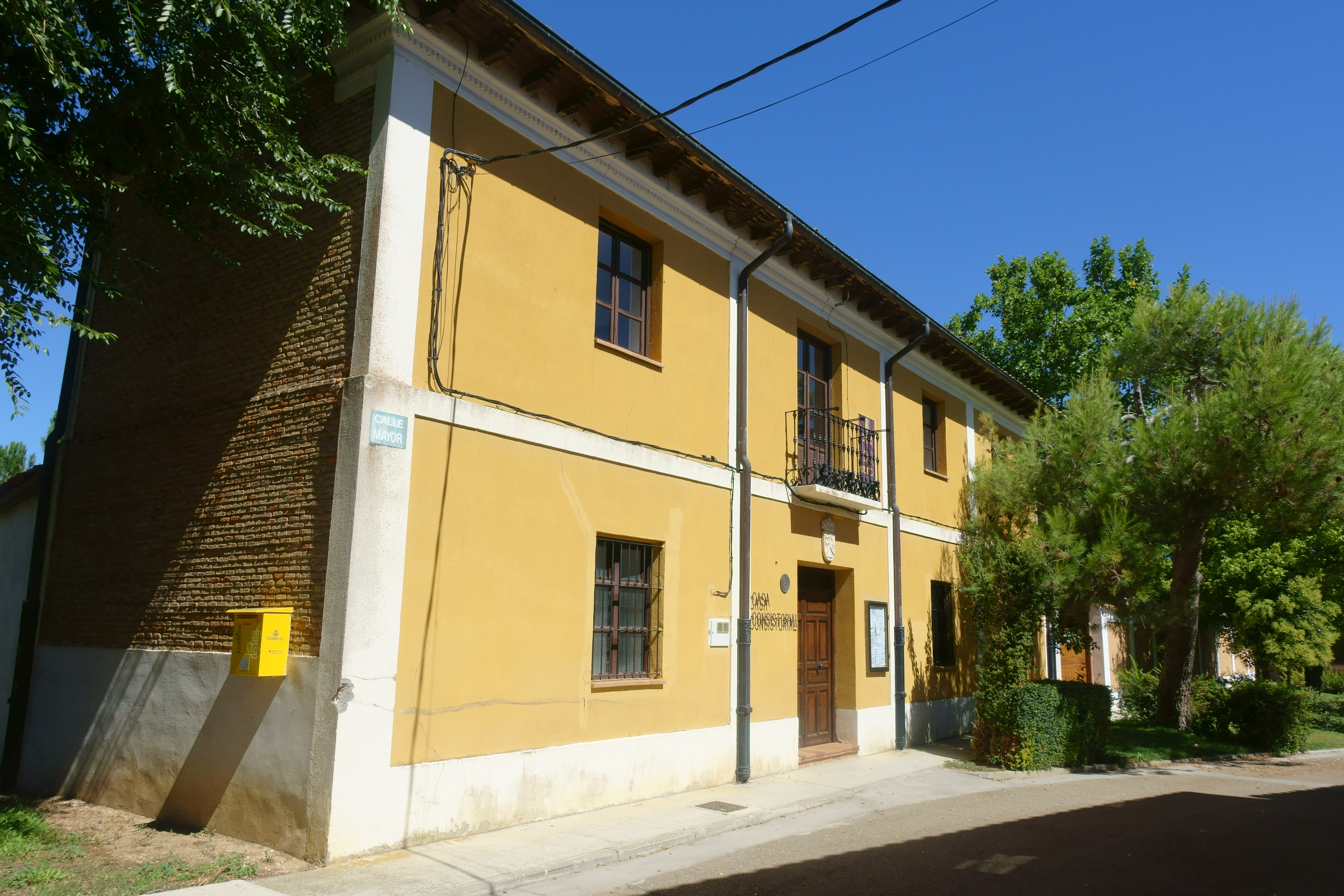
Rathaus

- Herrenhaus der Familie Osorio

- Sebastianuskirche
- Herrenhaus
- Rathaus